# Tephrosia barbatala
Tephrosia barbatala là một loài thực vật có hoa trong họ Đậu. Loài này được Bosman & de Haas miêu tả khoa học đầu tiên.